# Longessaigne
Longessaigne är en kommun i departementet Rhône i regionen Auvergne-Rhône-Alpes i östra Frankrike. Kommunen ligger i kantonen Saint-Laurent-de-Chamousset som tillhör arrondissementet Lyon. År 2022 hade Longessaigne 592 invånare.

## Befolkningsutveckling
Antalet invånare i kommunen Longessaigne
| Referens: INSEE |